# Branislav Simić
Branislav Simic, né le 21 mars 1935 à Gornja Rogatica, Bačka Topola, Voïvodine, est un lutteur serbe qui représentait la Yougoslavie.
Branislav Simić commence à pratiquer la lutte alors qu'il est adolescent, en 1948. Il remporte chez les jeunes tous les titres nationaux dans le style gréco-romain, auquel il se consacre exclusivement. Il concourt sous les couleurs du club Proleter Zrenjanin. Sous la direction de l'entraîneur Jeno Kracević, il se hisse au sommet de la hiérarchie européenne et participe dès l'âge de dix-huit ans, en 1953 à Naples, aux championnats du monde. Il y figure dans la catégorie des poids moyens. Il se heurte à très forte partie dès les deux premiers tours puisqu'il est opposé successivement  au champion olympique de 1952, le suédois Axel Grönberg, et à son dauphin, le Finlandais Kalervo Rauhala. Il perd ces deux combats.
Les années suivantes ne lui sont pas plus favorables : il échoue de nouveau face à des lutteurs expérimentés, de classe mondiale, comme le Soviétique Giwi Kartosia, le Bulgare Dimitar Dobrev et le Hongrois György Gurics. Il n'apparaît plus sur la scène internationale avant 1962. Il est alors beaucoup plus fort : il obtient la médaille d'argent aux championnats du monde en 1963 et, surtout, remporte le titre olympique à Tokyo, en 1964, en dominant le Tchèque Jirí Kormaník. Il obtient une nouvelle médaille aux Jeux olympiques de Mexico en 1968, de bronze en l’occurrence. Une défaite face à l'Allemand Lothar Metz le prive du titre.
Branislav Simić mesure 1,80 m. Il a toujours combattu dans la catégorie des poids moyens, dont la limite est de 79 kg en 1961 puis de 87 kg en 1962. Après sa carrière sportive, il devient professeur d'histoire. Il est intronisé au Temple de la renommée de la Fédération internationale des luttes associées en 2007.